# アンメルツ
アンメルツは、小林製薬が製造販売する、肩こりおよび筋肉痛を効能とする外用消炎鎮痛剤及び同製品を中心としたブランド名である。

## 概要
それまでの肩こり用の医薬品は貼り薬が主流であったが、ある男性社員が肩に貼り薬を貼ったままデートに出かけたために、服の上から貼り薬が透けて見えてしまい、相手の女性から「年寄くさい」「かっこ悪い」と振られてしまったことがきっかけとなり、「見えない肩こり薬」というコンセプトをもとに開発に着手。1966年に液体タイプの「アンメルツ」を発売した。添付の筆で塗るタイプの従来の液剤と異なり、瓶上部のラバーキャップから直接塗布できる容器形状とした。当初は特約店の専売品であったが翌年から全国発売し、店頭キャンペーンやテレビCMなどの効果もありヒット商品となる。1974年には、塗布部を横向きにして塗りやすさを改善した「アンメルツヨコヨコ」を発売した。その後も、フェルビナクを配合した製品など多くの種類が発売されている。2012年3月に「アンメルツゴールドEXグリグリ」が発売された際、主要製品もパッケージデザインを変更・統一し、「アンメルツ」のロゴも現在の斜体に変更となった。
インドメタシンを主成分とする派生商品として「アンメルシン【第2類医薬品】」がある。かつては、サポーター、脚冷却用シートやスプレー、温熱用具、エリア限定で内服薬も発売されていた。

## 製品ラインナップ

### 現行製品
- アンメルツヨコヨコ【第3類医薬品】 - 鎮痛成分のサリチル酸メチルに、血行促進成分のノナン酸バニリルアミドを配合した液タイプ。2000年代までは48mlと82mlの2サイズで発売されていたが、現在は82mlのみ継続発売されている。
- ニューアンメルツヨコヨコA【第3類医薬品】 - 「アンメルツヨコヨコ」の鎮痛成分をサリチル酸グリコールに変更することで無臭性にするとともに、dl-カンフルとチモールを省く代わりにニコチン酸ベンジルエステルを配合した液タイプ。
- アンメルツレディーナ【第3類医薬品】 - 2004年6月発売。鎮痛成分のサリチル酸グリコールに血行促進成分のトコフェロール酢酸エステルを配合しつつ、肌の赤みや灼熱感につながりやすい成分を無配合としたオレンジシトラスの香りの液タイプ。当初はクリアケース入り・ロールオンボトルで発売されていたが、2007年4月に紙箱入り・ヨコヨコボトルに変更し、メーカー希望小売価格を値下げ（本体価格 800円→600円）するリニューアルが行われた。
- アンメルツゴールドEX【第2類医薬品】 - 2010年4月発売。鎮痛成分のフェルビナクに、血行促進成分のノナン酸バニリルアミドを配合した液タイプ。以前、中四国限定で発売されていた「アンメルツヨコヨコ フェルビナエースz」の製品名とパッケージを変更し、全国発売したものである。2020年4月に大容量タイプの内容量を90mlに増量し、柄の部分を長くしたロングボトル仕様「アンメルツゴールドEXロング」としてリニューアルされた。
- アンメルツゴールドEX NEO【第2類医薬品】 - 2016年4月に「アンメルツNEO」として発売。鎮痛成分のジクロフェナクナトリウムに、3種類の血行促進成分（トコフェロール酢酸エステル、ノナン酸バニリルアミド、ニコチン酸ベンジルエステル）を配合した液タイプ。内容量を90mlに増量し、柄を長くしたロングボトルタイプもある。2020年5月にリニューアルされ、製品名が変更された。
- アンメルツゴールドEX NEO ロング グイ塗り【第2類医薬品】 - 2021年3月発売。「アンメルツゴールドEX NEO ロング」のヘッドに3つの突起が付いたタイプ。

### 製造終了品
外用消炎鎮痛剤など
- アンメルツコールドスプレー【第3類医薬品】 - パウダー入りスプレータイプ。
- アンメルツヨコヨコ フェルビナエース【医薬品】 - 消炎鎮痛成分フェルビナクを配合した液タイプの外用鎮痛消炎剤。リニューアルに伴い「アンメルツヨコヨコ フェルビナエースb」へ継承。
- アンメルツヨコヨコ フェルビナエースb【医薬品】 - 2007年4月に「アンメルツヨコヨコ フェルビナエース」をリニューアル。46mlはメーカー希望小売価格を値下げ（本体価格 1,300円→1,000円）し、大容量の80mlを追加発売した。中四国地区は「アンメルツヨコヨコ フェルビナエースz」へリニューアルし、そのほかの地区は本品を継続販売した。
- アンメルツヨコヨコ フェルビナエースz【第2類医薬品】 - 2008年4月に「アンメルツヨコヨコ フェルビナエースb」をベースに、フェルビナク製剤では初となる血行促進成分のノナン酸バニリルアミドを配合した液タイプ。中四国地区限定発売。「アンメルツゴールドEX」へ継承。
- アンメルツゴールドEXグリグリ【第2類医薬品】 - 2012年2月発売。「アンメルツゴールドEX」の塗布部をステンレス製の鉄球に変更した製品。2016年3月製造終了。
- アンメルツほぐタイム マッサージ乳液【第3類医薬品】 - 2013年3月発売。鎮痛成分のサリチル酸グリコールに、血行促進成分のトコフェロール酢酸エステルと抗炎症成分のクロルフェニラミンマレイン酸塩を配合した乳液タイプ。リラックスハーブの香り。2016年3月製造終了。
- ニューアンメルツゲル【第3類医薬品】 - 2014年4月発売。鎮痛成分のサリチル酸グリコールに、血行促進成分のノナン酸バニリルアミドを配合したゲルタイプ。2019年3月製造終了。
- アンメルツNEOゲル【第2類医薬品】 - 2016年4月発売。鎮痛成分のジクロフェナクナトリウムに、3種類の血行促進成分（トコフェロール酢酸エステル、ノナン酸バニリルアミド、ニコチン酸ベンジルエステル）を配合したゲルタイプ。2018年3月製造終了。
- アンメルツ温キューパッチ【第3類医薬品】 - 1999年発売。鎮痛成分のサリチル酸グリコールに、血行促進成分のノナン酸バニリルアミドと抗炎症成分のグリチルレチン酸を配合した無臭性・温感プラスタータイプ。2021年9月製造終了。（製造販売元：祐徳薬品工業）
- アンメルツコリホグス【医薬品】 - 筋肉弛緩成分のクロルゾキサゾンと鎮痛成分エテンザミドを配合した内服薬。愛知県・三重県・岐阜県限定でテスト販売されていた。現在は「コリホグス【指定第2類医薬品】」に商品名を変更して「アンメルツ」から独立したブランドとなり、幾度かの販売エリア変更を経て全国で発売されている。

サポーター・その他
- アンメルツ医学サポーター 圧迫固定用 - 筋肉に似た構造を持つ伸縮性繊維を採用し、レーヨンと綿の混紡素材を採用し、ダーツ加工を施したサポーター。ひじ用、手首用、ひざ用、足首用の4種類が発売されていた。2015年9月製造終了。
- アンメルツ医学ひざベルト - 筋肉の伸縮性に近い弾力性を持つ生ゴムを使用したひざ用ベルト。
- アンメルツ医学サポーター 腰椎用コルセット - 伸縮性のあるメッシュ素材を採用し、サポート強度の調節が可能な面ファスナー付。サイズはS・M・Lの3サイズが設定されていた。2017年3月製造終了。
- アンメルツ足爽快シート - l-メントールやハーブの香り成分を配合した足用冷却シート。男性用・ミニサイズ・ロングタイプも発売されていた。2015年9月製造終了。
- アンメルツ足爽快スプレー - l-メントールと3種類のハーブ（保湿成分）を配合した脚用冷却リフレッシュスプレー。
- アンメルツスチームマッサー - 電子レンジで温めてから使用する温熱器具。繰り返しの使用が可能。部位に合わせて、肩用・腰用・ひざ用の3種類が発売されていた。

## もうひとつのアンメルツ
現在のアンメルツが発売される以前、小林製薬は別の薬効成分からなる外用消炎鎮痛剤「アンメルツ」を販売していた。これは、もともと神戸精研堂医局が製造していた薬で、「強力なる塗擦剤　あんまの瓶詰」というキャッチコピーを添えた広告が1926年に掲載された記録が残っている。小林製薬は神戸精研堂医局から旧アンメルツの権利を譲り受けて販売した時期があるが、現在のアンメルツに対してなぜ既存商品の名前を付けたのか、理由は明らかになっていない。

## コラボレーション製品
2016年9月に、グループ会社の桐灰化学（2020年7月に小林製薬へ吸収合併）が、同社のブランドである「血流改善」とコラボレーションした一般医療機器の温熱シート「血流改善 アンメルツ温熱」を発売した。ミニサイズの「血流改善 アンメルツ温熱 ミニホットン（販売名：ミニホットンa）」、ワイドサイズの「血流改善 アンメルツ温熱 ワイドホットン（販売名：ワイドホットンa）」の2種類があり、パッケージは小林製薬が発売する「アンメルツ」シリーズとブランドロゴを統一しており、正面左下には「アンメルツは小林製薬（株）の登録商標です」の記述がある。
2021年6月には、発売55周年を記念し、同じく55周年を迎える『ウルトラマン』とコラボレーションした「アンメルツ ゴールドEX ロング」と「アンメルツ ゴールドEX NEO ロング」を数量限定で発売。外箱にウルトラマンが描かれているほか、「ウルトラマン」・「ウルトラセブン」・「ウルトラマンタロウ」・「ウルトラマンティガ」が描かれたオリジナルキャップが1個同梱する（本品の上部にブラインドボックスとしてくっついており、デザインの選択ができなくなっている）。